# روس ويلسون (لاعب هوكي جليد)
روس ويلسون هو لاعب هوكي جليد كندي، ولد في 15 أكتوبر 1919 في تورونتو في كندا، وتوفي في 4 نوفمبر 2002 في نيبلز في الولايات المتحدة.